# 信州中野銅石版画ミュージアム
信州中野銅石版画ミュージアム（しんしゅうなかのどうせきはんミュージアム）は長野県中野市にある博物館。中野市一本木公園施設条例に基づいて運営され、正式名称は「一本木公園中野小学校旧校舎・信州中野銅石版画ミュージアム」である。
1997年（平成9年）開館。中野市の指定管理者である、一般社団法人一本木公園バラの会が管理・運営をしている。

## 概要
赤川勲から寄贈を受けた著名画家の銅石版画を中心に、中野市ゆかりの彫刻家菊池一雄の作品を展示している。
建物は木造洋館で1896年(明治29年)に中野尋常小学校西校舎として建築されたものを、1984年(昭和59年)に一本木公園内に移築・復元し、1985年（昭和60年）には、市の有形文化財に指定された。博物館類似施設。

## 利用情報

### 開館時間
- 午前9時から午後5時（3月から11月）
- 午前9時30分から午後4時（12月から2月）

### 休館日
12月29日から1月3日

### 入館料（常設展観覧料）
- 無料

### 交通アクセス
- 上信越自動車道信州中野ICより約15分
- 長野電鉄中野松川駅より徒歩約5分[4][5]。

#### 駐車場
- 普通車50台
- 大型車3台

## 周辺
- 南照寺
- 中野陣屋・県庁記念館
- 日本土人形資料館
- 晋平の里間山温泉公園「ぽんぽこの湯」
- 中山晋平記念館
- 北信濃ふるさとの森文化公園